# Festuca vandovii
Festuca vandovii är en gräsart som beskrevs av Cvetomir Mitev Denchev. Festuca vandovii ingår i släktet svinglar, och familjen gräs.
Artens utbredningsområde är Bulgarien. Inga underarter finns listade i Catalogue of Life.